# Jasmine Guy
Jasmine Guy, född 10 mars 1962 i Boston, Massachusetts, USA, är en amerikansk skådespelare, dansare och sångare. Hon är mest känd i rollen som Whitley Gilbert i TV-serien Dotter på vift.

## Filmografi (urval)
- 2003–2004 – Mitt liv som död (TV-serie)
- 1987–1993 – Dotter på vift (TV-serie)
- 1989 – Harlem Nights
- 2009 – The Vampire Diaries

## Diskografi
- Jasmine Guy (1990)[1]